# 878
878(팔백칠십팔)은 877보다 크고 879보다 작은 자연수다.

## 수학
- 합성수로, 그 약수는 1, 2, 439, 878이다. 진약수의 합은 442이므로, 878은 부족수다.
- 회문수다.

## 과학
- NGC 878: 고래자리 방향에 있는 나선은하.

## 교통
- 878번 홋카이도도(일본어판)

## 군사
- 878 해군 항공대(영어판): 과거 존재한 영국의 해군 항공대.
- U-878(영어판, 독일어판): 제2차 세계 대전에 사용된 나치 독일의 군용 잠수함.

## 문화유산
- 대한민국의 보물 제878호: 대동운부군옥목판 및 고본

## 기타
- 연도: 878년, 기원전 878년